# 6731 Hiei
6731 Hiei eller 1992 BK är en asteroid i huvudbältet som upptäcktes den 24 januari 1992 av de japanska astronomerna Yoshio Kushida och Osamu Muramatsu vid Yatsugatake-Kobuchizawa-observatoriet. Den är uppkallad efter Eijiro Hiei.
Asteroiden har en diameter på ungefär 8 kilometer.